# Fehér rája
A fehér rája (Rostroraja alba) a porcos halak (Chondrichthyes) osztályának rájaalakúak (Rajiformes) rendjébe, ezen belül a valódi rájafélék (Rajidae) családjába tartozó faj.

## Előfordulása

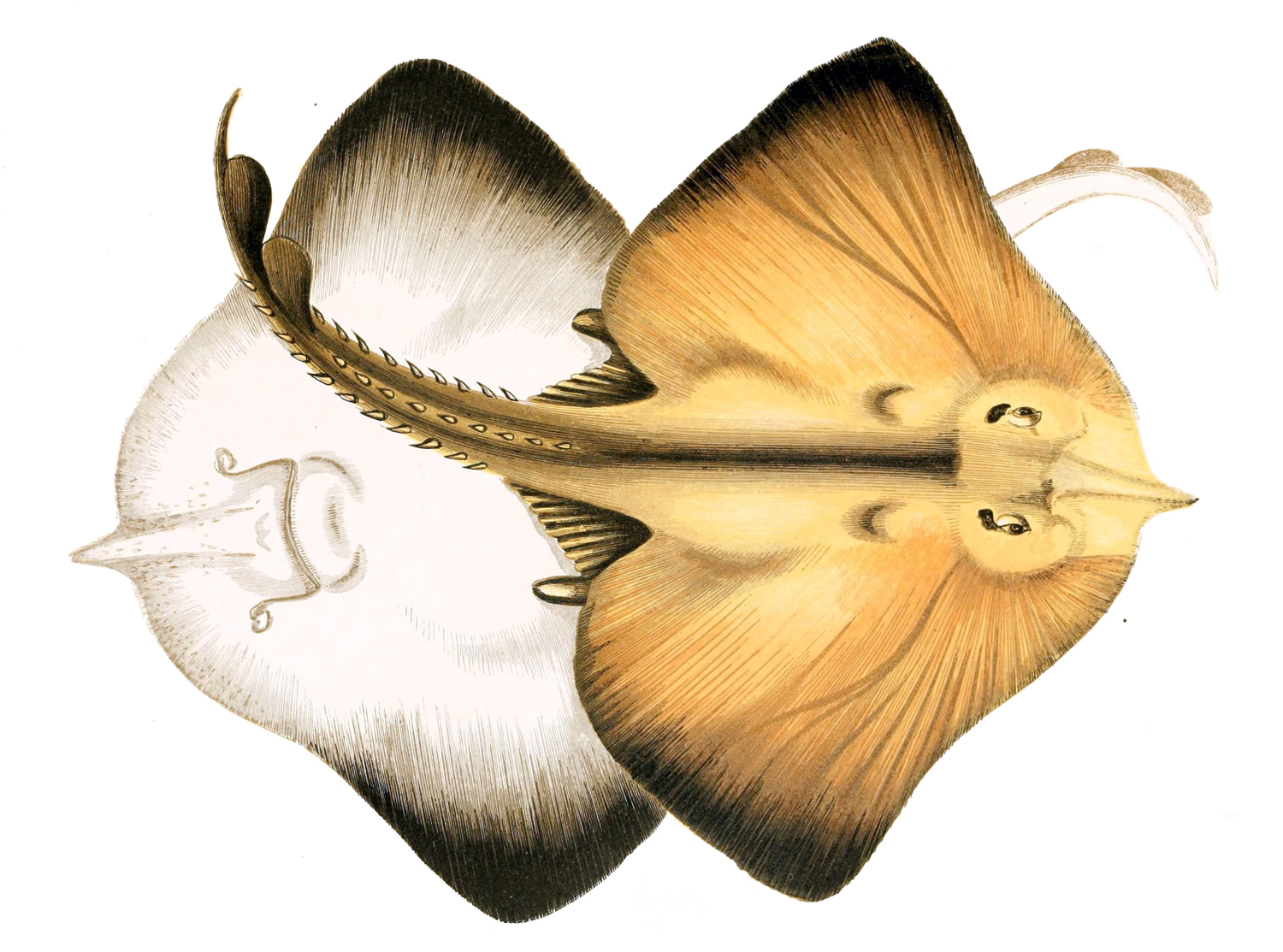
A rája felülről és alulról

A fehér rája előfordulási területe az Atlanti-óceán keleti részén, beleértve a Földközi-tengert is, valamint az Indiai-óceán délnyugati részén van. Írország és Anglia déli partjaitól, megkerülve a Dél-afrikai Köztársaságot, egészen Mozambik középső részéig található meg. A Földközi-tengerben Tunéziától Görögország nyugati feléig lelhető fel.

## Megjelenése
E rájafajnak a hímje legfeljebb 230 centiméter, míg a nősténye 202 centiméter hosszú. Úszói széles megjelenést kölcsönöznek az állatnak. Pofája azonban összeszűkül; rajta több kis tüske ül. A tarkóján és a hátán nincsenek tüskék, azonban a farkán három sorba rendeződve nagy tüskék láthatók. A majdnem felnőtt és a kifejlett példányok szürkék; háti részükön számos apró, fehér pettyezettel; hasi részük fehér, fekete pórusok nélkül. Az újonnan kikelt ráják felül vöröses-barnák, gyakran kék pettyekkel, míg alul fehérek; továbbá úszóiknak alsó részét, széles szürke sávok szegélyezik.

## Életmódja
Szubtrópusi és mélytengeri halfaj, amely általában 30-500 méteres mélységekben él, azonban néha 600 méter mélyre is leúszik. A homokos és kavicsos tengerfenéket kedveli. Tápláléka csontos halak, egyéb porcos halak, rákok, kis rákok, Mysidae-fajok, polipok és kalmárok.

## Szaporodása

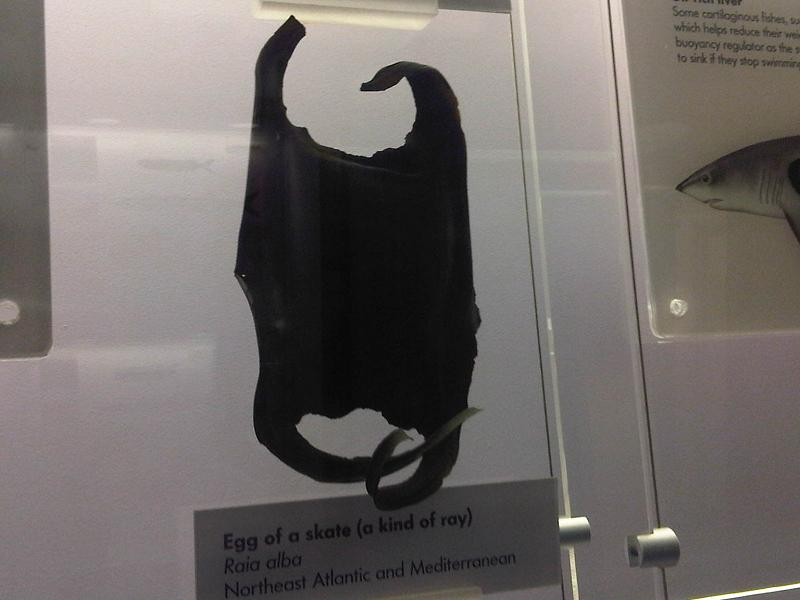
A tojástok

A fehér ráják párosodáskor megölelik egymást. A nőstény kicsinyeit tojástokokba rakja le. A tojástokon több, erős nyúlvány van, amelyek az aljzathoz rögzítik. A tojástok 12,5-18,3 centiméter hosszú és 10-13,9 centiméter széles. Egy nőstény évente 55-156 ilyen tojástokot rak le.

## Felhasználása
Ennek a rájának csak kisebb mértékű halászata van. A sporthorgászok kedvelik, azonban vigyázni kell, mivel tüskéi miatt veszélyes lehet.